# 421

## Decese
- 2 septembrie: Constantius al III-lea  (n. 370)
- dată necunoscută: Maria Egipteanca  (n. 344)
- dată necunoscută: Iacob Persul  (n. ?)